# الكوميديا التهريجية (رواية)
(الكوميديا التهريجية)، أو (لا مزيد من الوحدة!)، هي رواية خيال علمي للمؤلف الأمريكي كورت فونيجت. كُتِبَت في عام 1976، وهي تصور آراء فونيجت عن الوحدة، سواء على المستوى الفردي أو الاجتماعي.

## خلفية
تقدم هذه الرواية، التي نشرت في عام 1976، كتأمل حول الموت، وحول علاقة فونيجت مع أخته أليس. توفيت شقيقة فونيجت بسبب السرطان في عام 1958، كما يشرح الكاتب في مقدمة مطولة، وكانت وفاتها بعد يومين فقط من وفاة زوجها في حادث قطار. تبنى فونيجت وربى أولادها الثلاثة. كُتِبَت الرواية بعد وقت قصير من وفاة عم الكاتب، وفي واقع الأمر، أتت فكرة الكتاب بأكمله إلى فونيجت في حلم راوده على متن طائرة في طريقه إلى الجنازة.

## شرح العنوان
الكوميديا التهريجية مُهداة إلى آرثر ستانلي جيفرسون وأوليفر نورفيل هاردي (المعروفان بلوريل وهاردي)، وعنوان الرواية (الكوميديا التهريجية) هو إشارة إلى أسلوب الكوميديا الجسدية والظرفية الذي استخدمه الثنائي. يشرح فونيجت العنوان بنفسه في الأسطر الافتتاحية لمقدمة الكتاب:
«هذة هي أقرب شيء لسيرة حياتية سوف أكتبه على الإطلاق. أسميتها «الكوميديا التهريجية» لأنها شعر ظرفي ساخر - مثل كوميديا الأفلام التهريجية، ولاسيما تلك الخاصة بلوريل وهاردي منذ زمن بعيد. إنها عن ماهيّة شعور الحياة بالنسبة إلي».

## مقدمة للحبكة
الرواية في شكل سيرة حياتية للدكتور ويلبر دافوديل-11 سوين. يخبرنا الدكتور سوين أنه يعيش بين أنقاض مبنى إمباير ستيت مع حفيدته الحامل، ميلودي أوريول-2 فون بيترسفالد، وعشيقها، إيزادور راسبري-19 كوهين. الدكتور سوين وشقيقته التوأم إليزا شخصان قبيحان للغاية، وقد أدى قبحهما إلى عزلهما عن المجتمع المعاصر بقرار من والديهما. أدرك الشقيقان أنهما يشكلان ذكاءً قويًا ومبدعًا إلى حد كبير عندما يكون هنالك اتصال جسدي وثيق بينهما. من خلال القراءة والتفلسف معًا، حارب ويلبر وإليزا مشاعر الوحدة والعزلة التي كان بإمكانها أن تدمر طفولتهما.
في جميع أنحاء الكتاب، يدعي ويلبر أن أخته إليزا هي الأكثر ذكاء بين الاثنين، ولكن لا أحد يدرك ذلك لأنها لا تستطيع القراءة أو الكتابة. يشبه ويلبر وإليزا نصفي دماغ - ويلبر هو النصف الأيسر: منطقي وعقلاني وقادر على التواصل، وإليزا هي النصف الأيمن: إبداعية وعاطفية، ولكنها غير قادرة على التواصل بفعالية.
أنشأ الشقيقان، من بين أشياء أخرى، خطة لإنهاء الوحدة في أمريكا من خلال أسر كبيرة واسعة النطاق. بموجب هذه الخطة، سيُزَوَّد جميع المواطنين بأسماء وسطى جديدة، مكونة من اسم غرض طبيعي عشوائي يقترن برقم عشوائي بين 1 و20. كل الأشخاص الذين يحملون نفس الاسم سيكونون أبناء عمومة، وكل من يحمل نفس الاسم والرقم سيكونون أشقاء.
يعتقد الأبوان وموظفو القصر أن الأطفال متخلفون عقليًا، ويتظاهر الطفلان بذلك عندما يكونون بصحبة الآخرين، ذلك حتى لا يتعارض شيء مع ما يعتبرونه طفولة مثالية. لكن بعد سماع أمنية والدتهم أن يكونوا طبيعيين، كشف الأطفال ذكائهم لأبويهم.
لا تزال إليزا تعتبر متخلفة عقليًا، وأُرسِلَت إلى مصحة عقلية. من ناحية أخرى، أُرسِلَ ويلبر إلى مدرسة إعدادية، والتحق في نهاية الأمر بجامعة هارفارد وحصل على الدكتوراه.
مسلحًا بالخطة التي وضعها مع إليزا، وبشعار «لا مزيد من الوحدة!»، يفوز الدكتور سوين بانتخابات الرئاسة، ويكرس طاقات الحكومة الفيدرالية المتدنية لتنفيذ الخطة. في هذه الأثناء، تقترب الحضارة الغربية من الانهيار مع نفاد النفط، في حين يأخذ الصينيون خطوات هائلة إلى الأمام عن طريق تصغير أنفسهم وتدريب مجموعات من المئات على التفكير كواحد. في نهاية الأمر، يستمر التصغير حتى أصبحوا صغارًا لدرجة أنهم تسببوا في نشأة وباء بين أولئك الذين يستنشقونهم عن طريق الخطأ، ما أدى في النهاية إلى تدمير الحضارة الغربية بلا رجعة. على الرغم من ذلك، وحتى مع انهيار الحياة كما نعرفها، استمرت سياسة الاسم الأوسط لسوين في توحيد الناجين. يستمر السكان الأمريكيون في المخاطرة بوقتهم وحياتهم لمساعدة أبناء عمومتهم وأشقائهم، ما يضمن أن يعيش الناس حياتهم بـ«لا مزيد من الوحدة».
تتميز الرواية بنمط فونيجت النموذجي من عدد من المقتطفات القصيرة التي غالبًا ما تنتهي بنوع من الدعابة، ويفصل بينها كلمات «هاي هو»، التي يصفها الدكتور سوين بأنها نوع من الفواق اللفظي الذي ظهر في شيخوخته.

## الدين والاعتقاد في الآخرة
لا يعتقد فونيجت أن الأديان التقليدية يمكنها علاج الوحدة أو توفير راحة كبيرة. لديه وجهة نظر ساخرة حيال الاعتقاد في الحياة بعد الموت. يصف في روايته كنيسة يسوع المسيح المختطف الذي أصبح دينًا أمريكيًا مسيطرًا في عالم ما بعد الدمار الشامل داخل الرواية. يجد فونيجت سلوك أتباع الكنيسة كوميديًا:
كان يهز رأسه في الأرجاء فيما بدا حينها تصرفًا غريب الأطوار، كما لو كان يأمل في إمساك شخص ينظر إليه من خلف شجرة نخيل مأصصة أو كرسي مريح، أو حتى من أعلى مباشرة، من الثريا الكريستالية.

## الاستقبال
وفقًا لفونيجت، تلقت الكوميديا التهريجية تقييمات سلبية «في نيويورك تايمز، وتايم، ونيوزويك، ونيويورك ريفيو أوف بوكس، وذا فيليج فويس، ورولينغ ستون».

## الأفلام المقتبسة
اقتُبِسَ الكتاب في فيلم الكوميديا التهريجية أوف أنذر كايند (كوميديا تهريجية من نوع آخر) في عام 1982.

## روابط خارجية
- الكوميديا التهريجية (رواية) على موقع الموسوعة البريطانية (الإنجليزية)